# Martin Møller
Pour les articles homonymes, voir Møller.
Martin Troels Møller est un fondeur et biathlète groenlandais, né le 18 mai 1980 à Næstved au Danemark.

## Biographie
Il est né au Danemark mais il a vécu à Nuuk au Groenland, où il commence le biathlon en 2005 avec comme entraîneur Øystein Slettemark. Son autre camp de base est Trondheim où il a étudié et s'entraîne parfois avec les biathlètes norvégiens.
Il commence sa carrière internationale de fondeur en 1998. Sa première grande compétition sont les Championnats du monde 1999 et sa première saison en Coupe du monde intervient en 2000-2001.
Il parvient à marquer des points (trente premiers) en se classant 26e du sprint libre de Düsseldorf en octobre 2004.
Aux Jeux olympiques d'hiver de 2014, à Sotchi, il est 51e du skiathlon, 54e du sprint libre, 58e du quinze kilomètres classique et 45e du cinquante kilomètres libre. Il est le seul représentant du Danemark en ski de fond durant ces Jeux. Quatre ans plus tard, il prend part aux Jeux olympiques à Pyeongchang, avant d'attendre 2021 et les Championnats du monde d'Oberstdorf pour courir internationalement.
Il remporte également six fois l'Arctic Circle Race, une course de grand fond.
En biathlon, il prend part à la Coupe du monde à partir de 2002 et compte une sélection en championnat du monde en 2007.

## Palmarès en ski de fond
| Édition / Épreuve   | Sprint                           | Sprint                           | 15 km                            | 15 km                            | Skiathlon 2 × 15 km | 50 km | Relais | Relais    |
| Édition / Épreuve   | libre                            | classique                        | libre                            | classique                        | Skiathlon 2 × 15 km | 50 km | Sprint | 4 × 10 km |
| JO 2014 Sotchi      | 54e                              | Épreuve inexistante à cette date | Épreuve inexistante à cette date | 58e                              | 51e                 | 45e   | -      | —         |
| JO 2018 Pyeongchang | Épreuve inexistante à cette date | -                                | 90e                              | Épreuve inexistante à cette date | -                   | 60e   | -      | -         |

Légende :
- : pas d'épreuve
- — : Non disputée par Møller

### Championnats du monde
| Épreuve / Édition         | Épreuve / Édition         | Ramsau 1999 | Val di Fiemme 2003 | Oberstdorf 2005 | Val di Fiemme 2003 | Falun 2015 | Lahti 2017 | Oberstdorf 2021 |
| Poursuite/Skiathlon 30 km | Poursuite/Skiathlon 30 km |             |                    | Abandon         |                    |            |            |                 |
| Sprint individuel         | Sprint individuel         | -           | 47e                | 49e             | 76e                |            | 98e        | 90e             |
| Sprint par équipes        | Sprint par équipes        | -           | -                  | 20e             |                    |            |            |                 |
| 10 km classique           | 10 km classique           | 81e         |                    |                 |                    |            |            |                 |
| 15 km libre               | 15 km libre               |             |                    | 64e             | 83e                | 74e        |            | 78e             |
| 30 km libre               | 30 km libre               | 67e         |                    |                 |                    |            |            |                 |

### Coupe du monde
- Meilleur classement général : 137e en 2005.
- Meilleur résultat individuel : 26e.

#### Classements par saison
| Année     | Classement général final | Classement sprint |
| 2004-2005 | 137e                     | 71e               |

## Palmarès en biathlon

### Championnats du monde
| Édition / Épreuve       | Individuel | Sprint | Poursuite | Mass start | Relais | Relais mixte |
| ----------------------- | ---------- | ------ | --------- | ---------- | ------ | ------------ |
| Antholz-Anterselva 2007 | 88e        | 90e    | –         | -          | -      | -            |